# Thunnus tonggol
Thunnus tonggol (Bleeker, 1851), noto comunemente come tonno indopacifico, è un pesce osseo marino della famiglia Scombridae.

## Descrizione
Questo tonno è abbastanza simile al più noto tonno pinna gialla. La massima altezza del corpo è raggiunta alla metà della prima pinna dorsale. La prima pinna dorsale è più bassa della seconda. Le pinne pettorali sono di lunghezza variabile, a volte piuttosto lunghe (ma mai così tanto come nell'alalunga). La colorazione è azzurro scuro sul dorso e argenteo biancastro su fianchi e ventre dove sono presenti macchie ovali indistinte allineate orizzontalmente. Le pinne sono nerastre tranne l'anale che è argentea. La seconda dorsale e l'anale hanno la punta macchiata di giallo, la pinna caudale ha striature giallo-verdastre. Le pinnule sono gialle con bordo grigio. La taglia massima è di 145 cm, più comunemente gli esemplari misurano attorno a 70 cm. Il peso massimo noto è di 35,9 kg.

## Distribuzione e habitat
Indo-Pacifico tropicale e subtropicale tra l'Africa orientale e il mar Rosso a est fino a Giappone e Australia con segnalazioni anche dalla Nuova Zelanda. È una specie pelagica che vive in acque costiere, evita però le zone torbide e a bassa salinità nei pressi degli estuari.

## Biologia
La longevità massima è attorno ai 10 anni. In certe situazioni si può riunire in banchi.

### Alimentazione
Si nutre di pesci, cefalopodi e crostacei come larve di canocchie e gamberi.

### Riproduzione
La riproduzione avviene più volte all'anno, in acque costiere. In Thailandia ci sono due stagioni riproduttive note, la principale in gennaio-aprile durante il monsone settentrionale, l'altra durante il monsone meridionale, in agosto-settembre.

## Pesca
Si tratta di una specie con buona importanza per la pesca commerciale, la maggioranza delle catture viene in due aree: Oceano Indiano nordoccidentale e mar Cinese Meridionale. Viene catturato prevalentemente con reti da posta, secondariamente con reti da circuizione.

## Conservazione
Lo status di questa specie non è noto. Il fatto che abbia una vita media più lunga e una crescita più lenta e che le catture siano aumentate notevolmente negli ultimi anni fa ipotizzare che probabilmente sia in atto uno sfruttamento eccessivo degli stock.